# Altered Images
Gli Altered Images sono stati un gruppo new wave/post punk scozzese dalle forti inclinazioni pop. Il nome del gruppo deriva da un disegno sulla copertina del singolo Promises dei Buzzcocks.

## Storia
Si sono formati nel 1979 dai compagni di scuola Clare Grogan (voce), Caesar (chitarra), Michael "Tich" Anderson (batteria), Tony McDaid (chitarra) e Johnny McElhone (basso). Siouxsie and the Banshees, ascoltato un loro demotape, li invitarono come band di supporto per il tour del 1980 Kaleidoscope.
Furono poi invitati da John Peel per uno showcase radiofonico. La loro fama crebbe così tanto, da ottenere un contratto con la Epic Records.
I primi due singoli, Dead Pop Stars e A Day's Wait, non riscossero particolare successo. Jim McKinven subentrò a Ceasar che formò i The Wake. Con questa formazione pubblicarono il primo album Happy Birthday nell'ottobre del 1981 che vide la produzione in alcuni brani di Steve Severin. Le altre tracce furono prodotte da Martin Rushent, che era anche produttore esecutivo ed aveva già alle spalle il successo con gli Human League. Dall'album fu estratto il singolo omonimo che balzò subito in vetta alle classifiche inglesi raggiungendo il secondo posto. Il gruppo fu scelto come miglior gruppo esordiente dal New Musical Express.
Nel 1982 fu pubblicato il secondo disco Pinky Blue, prodotto sempre da Rushent, che riuscì a salire fino al 12º posto in classifica e da cui furono estratti i singoli I Could Be Happy (7º posto), See Those Eyes (11°) e Pinky Blue (solo 35°).
Verso la fine dell'anno McKinven e Anderson furono sostituiti dal polistrumentista Steve Lironi. Per il terzo disco si fecero produrre da Mike Chapman e Tony Visconti, l'album Bite uscito nel 1983 fu anticipato dal singolo Don't Talk to Me about Love che riuscì ad entrare nella top 10. I risultati furono al di sotto delle aspettative e dopo il tour promozionale il gruppo si sciolse.
Dei componenti del gruppo Clare Grogan incise un singolo nel 1987 e divenne in seguito attrice in film leggeri e poi presentatrice televisiva. Johnny McElhone si unì agli Hipsway e poi ai Texas.

## Discografia

### Album
- 1981 - Happy Birthday (nº 26 UK chart)
- 1982 - Pinky Blue 	(nº 12)
- 1983 - Bite (nº 16)